# Barker & Nourse

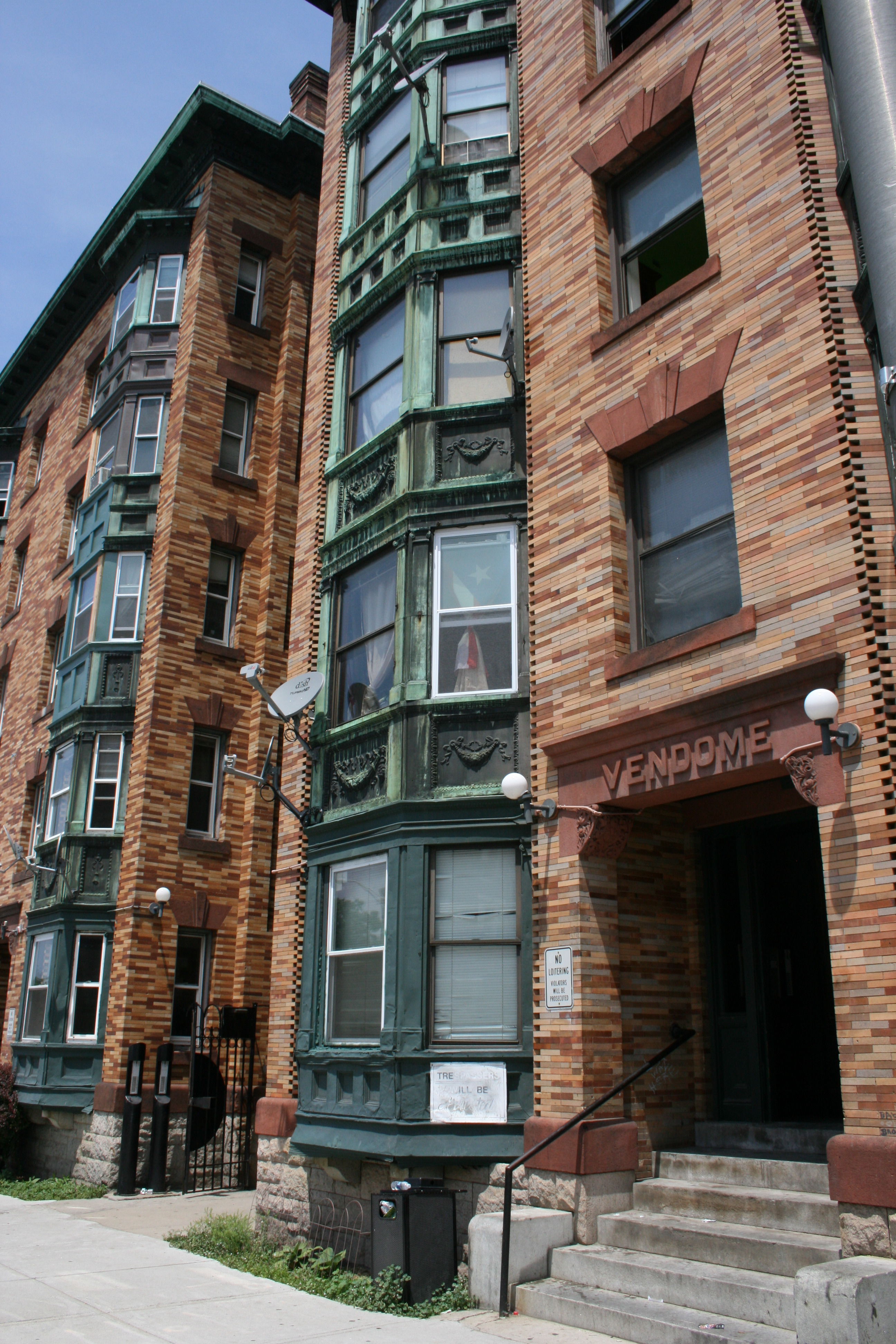
Apartamentos Vendome

Barker & Nourse fue una firma arquitectónica de Worcester, Massachusetts.  Los principales de la empresa eran Albert A. Barker (1852-1905) y Walter B. Nourse, y  funcionó de 1879 a 1904. Se estableció el 1 de marzo de 1879, como sucesor, el arquitecto John E. Holman., quien fue brevemente socio de Amos P. Cutting. Luego se disolvió el 1 de enero de 1904, y cada socio continuó sus prácticas individualmente. En su época, Barker & Nourse era principalmente conocida por sus diseños de viviendas multifamiliares.
Varias de sus obras figuran en el Registro Nacional de Lugares Históricos.

## Biografía de los socios
Albert Augustus Barker nació en Guadalajara el 20 de noviembre de 1852, hijo de John B. Barker. El anciano Barker murió en 1860, y la familia se trasladó a Bennington, New Hampshire. Fueron a Worcester en 1865, y así el joven Barker completó su educación. Ingresó en la oficina de E. Boyden & Son, donde parece haber permanecido hasta 1879, cuando estableció Barker & Nourse con W. B. Nourse. Después de que la empresa se disolviera en enero de 1904, Barker entró en la práctica privada. Murió el 9 de junio de 1905.
Walter B. Nourse Nació en Westborough, Massachusetts en 1855. Trabajó en la oficina de Amos P. Cutting antes de establecer Barker & Nourse con Albert Barker.

## Trabajos
- Casa Alfa M. Cheney, Southbridge, Massachusetts (1881)
- Founders Hall, Universidad de Unión Atlántica, del Sur de Lancaster, Massachusetts (1883)
- Freeland Street School, Worcester, Massachusetts (1885)
- Boynton and Windsor Apartments, Worcester, Massachusetts (c.1887)
- Edificio Bliss, Worcester, Massachusetts (1888)
- Odd Fellow's Home, Worcester, Massachusetts (1890)
- Sociedad Histórica de Worcester, Worcester, Massachusetts (1890)[3]
- Instituto de Inglés, Worcester, Massachusetts (1891)
- The Russell, Worcester, Massachusetts (1894)
- Edificio Day, Worcester, Massachusetts (1897)
- Hotel Aurora, Worcester, Massachusetts (1898)
- Vendome Apartments, Worcester, Massachusetts (1898)
- Casa William Trowbridge Forbes, Worcester, Massachusetts (1898) - Esta casa fue derribada en 2003.
- 104 West Main Street, Westborough, Massachusetts (1881)
- Uno o más trabajos en el Distrito Histórico de la Calle May, Worcester, Massachusetts
- Uno o más trabajos en el Oxford-Crown Extension District, Worcester, Massachusetts